# St Peter Rural
St Peter Rural var en civil parish 1894–1947 när det uppgick i Colney Heath och London Colney, i grevskapet Hertfordshire i England. Civil parish var belägen 14 km från Hertford och hade 7 908 invånare år 1931.